# José Acasuso
José Javier Acasuso (født 20. oktober 1982 i Posadas, Argentina) er en argentinsk tennisspiller, der blev professionel i 1999. Han har igennem sin karriere (pr. maj 2009) vundet 3 single- og 5 doubletitler, og hans højeste placering på ATP's verdensrangliste er en 20. plads, som han opnåede i august 2006.

## Grand Slam
Acasusos bedste Grand Slam resultat i singlerækkerne kom ved French Open i 2005. Her nåede han frem til 4. runde, hvor han dog blev besejret af landsmanden Mariano Puerta.